# 安妮·蓝妮克丝
安妮·蓝妮克丝，OBE（Annie Lennox，1954年12月25日—），苏格兰女歌手。
蓝妮克丝生于苏格兰的亞伯丁，从小对音乐有兴趣，长大之后进入伦敦的Royal Academy of Music学习古典音乐。80年代，她加入名为“The Tourists”的流行乐队，并开始录音。1980年她與戴夫·史都華組成舞韻樂團（Eurythmics），翌年正式出道，並以《Sweet Dreams》和《Here Comes the Rain Again》等歌曲成名。90年代后她主攻独唱，擁有《Diva》和《Medusa》兩張暢銷专辑。2004年，因为参与创作并演唱电影《魔戒》插曲《Into the West》，获得奥斯卡最佳原创歌曲奖。
蓝妮克丝嗓音粗厚嘶哑，富有原野的魅力，她演出时也喜欢穿怪异的服装和夸张的动作。